# Флейтас, Хуан Баутиста
Хуан Баутиста Флейтас (исп. Juan Bautista Fleitas;	29 июля 1871, Эскина, Корриентес, Аргентина — 14 марта 1954, Гойя, Аргентина) — аргентинский политик, государственный деятель, министр сельского хозяйства и животноводства (12 октября 1928 — 6 сентября 1930), юрист, доктор права Университета Буэнос-Айреса.

## Биография
Получил диплом юриста в Университете Буэнос-Айреса, там же защитил докторскую диссертацию.
Участник «Парковой революции». Жил в городе Гойя, где работал юристом, занимался животноводством.
На протяжении десятилетий был одним из самых видных деятелей Гражданского радикального союза. Занимал важные партийные должности, в том числе председательствовал в провинциальном комитете, был делегатом Национального комитета.
В октябре 1928 года президент Иполито Иригойен, учитывая его обширную практику и связи, а также глубокие знания, назначил его на пост министра сельского хозяйства и животноводства Аргентины. Его руководству противостояли организации работодателей в сельской местности. Ушёл в отставку после госпереворота 1930 года.
После государственного переворота 6 сентября 1930 года, в результате которого был свергнут президент Иполито Иригойен, в течение, так называемого, «Бесславного десятилетия», Флейтас был одним из организаторов радикального сопротивления национальному правительству, которое поддерживалось фальсификацией выборов. Позже — один из основателей группы Радикальная ориентация молодой Аргентины. В отличие от большинства его членов не присоединился к идеологии перонизма.
После его смерти Национальный комитет решил похоронить его в Пантеоне героев на кладбище Реколета.